# Mayumi Itsuwa
Mayumi Itsuwa (五輪 真弓, Itsuwa Mayumi), née le 24 janvier 1951 dans l'arrondissement spécial de Nakano à Tokyo, est une chanteuse et compositrice japonaise. Elle est une des premières femmes à exercer ces activités dans le Japon à partir de 1972. Son premier album, Shōjo (少女), a également été l'occasion de son premier single. Enfin, elle est notamment connue pour avoir composé et interprété Koibito Yo (ja), qui a été un des plus grands tubes de l'année 1980.

## Discographie
| Année | Album                                                                            | Classement |
| Année | Album                                                                            | JP         |
| ----- | -------------------------------------------------------------------------------- | ---------- |
| 1972  | Shōjo (少女)                                                                     | 6          |
| 1973  | Kaze no Nai Sekai (風のない世界)                                                 | 14         |
| 1974  | Fuyuzareta Machi (冬ざれた街)                                                    | 9          |
| 1974  | Toki wo Mitsumete (時をみつめて)                                                 | 25         |
| 1975  | Hontō no Koto wo Ieba (本当のことをいえば)                                       | 9          |
| 1975  | Mayumity (Utsuro na Ai) (MAYUMITY・うつろな愛)                                   | 37         |
| 1977  | Etranger (えとらんぜ, Etoranze)                                                  | 34         |
| 1977  | Aozora (蒼空)                                                                    | 50         |
| 1978  | Itsuwa Mayumi (五輪真弓)                                                         | 9          |
| 1978  | Nokoribi (残り火)                                                                | 17         |
| 1979  | Kiro (岐路)                                                                      | 17         |
| 1980  | Koibito yo (恋人よ)                                                              | 1          |
| 1981  | Shunshu (春愁)                                                                   | 9          |
| 1981  | Collection (cassette only, compilation)                                          | 17         |
| 1981  | Marionette                                                                       | 5          |
| 1982  | Collection '82 (compilation)                                                     | 64         |
| 1982  | Shiosai (潮騒)                                                                   | 6          |
| 1983  | Live '83                                                                         | 32         |
| 1983  | Mado (窓)                                                                        | 15         |
| 1984  | Atsui Sayonara (熱いさよなら)                                                    | 15         |
| 1985  | Best (compilation, cassette only)                                                | 33         |
| 1985  | Kaze no Uta (風の詩)                                                             | 31         |
| 1986  | Best Collection (compilation, compact disc only)                                 | 64         |
| 1986  | Toki no Nagare ni (時の流れに)                                                   | 12         |
| 1986  | Best Selection (compilation, cassette only)                                      | 36         |
| 1987  | Vent eEt Roses (titre original : Wind and Roses)                                 | 31         |
| 1987  | Simple (titre original : Singles) (compilation)                                  | 67         |
| 1988  | Nostalgie                                                                        | 29         |
| 1989  | Nouvelle meilleure sélection (titre original : New Best Selection) (compilation) | 64         |
| 1990  | Na mo Naki Michi (名もなき道)                                                    | 47         |
| 1991  | Anniversaire de Eve (titre original : Anniversary Eve)                           | 82         |
| 1992  | Album Mémoire (titre original : The Memorial Album)                              | 70         |